# Daniel Moreno

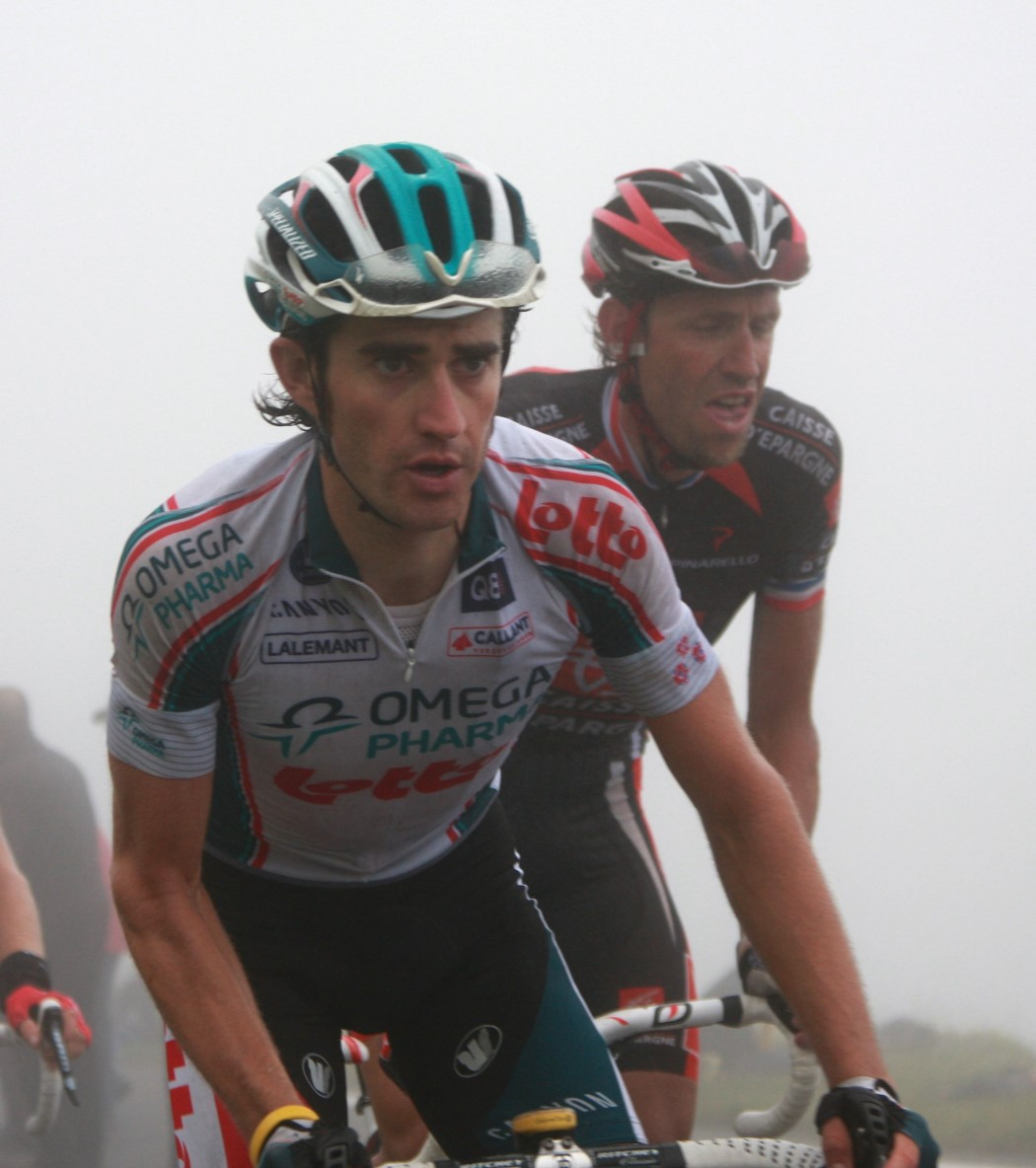
Moreno före Christophe Moreau under Tour de France 2010 (detta år körde Moreno för Lotto).

Daniel "Dani" Moreno Fernández, född den 5 september 1981 i Madrid, är en spansk tidigare landsvägscyklist som var professionell från 2004 till 2018. Han var en god klättrare, men hans huvudroll var som hjälpryttare åt Alejandro Valverde (2008–2009 i Caisse d'Epargne, 2016–2017 i Movistar Team), Joaquím Rodríguez (2008–2009 i Caisse d'Epargne, 2011–2015 i Team Katusha), Nairo Quintana (2016–2017 i Movistar Team) och Rigoberto Urán (2018 i EF Education First). 
Morenos främsta merit är vinsten i Flèche Wallonne 2013 (Rodriguez kunde inte köra eftersom han skadat sig under Amstel Gold Race tre dagar innan). Därtill vann han Vuelta a Burgos totalt 2012 och tre etapper i Vuelta a España under karriären. Segrar i Gran Piemonte 2011 och i GP Miguel Indurain 2012, samt en andraplats i Lombardiet runt 2015 är också nämnvärda.

## Meriter
| 2003 10:a i Gran Premio Ciudad de Vigo 2004 5:a totalt i Tour of Britain 2005 2:a totalt i Vuelta a Andalucia 2:a i Prueba Villafranca de Ordizia 6:a i Clasica a los Puertos 2006 2:a totalt i Volta ao Alentejo em Bicicleta 3:a totalt i Vuelta a Burgos 3:a totalt i Clásica Internacional de Alcobendas y Villalba Vinnare av etapp 1 4:a i Prueba Villafranca de Ordizia 8:a totalt i Vuelta a Asturias 2007 Vinnare totalt av Escalada a Montjuïc Vinnare av etapperna 1a och 1b (ITT) Vinnare av etapp 5 i Tour de San Luis 2:a totalt i Clásica Internacional de Alcobendas y Villalba Vinnare av poängtävlingen 3:a i Clasica a los Puertos 4:a totalt i Vuelta a Burgos 5:a i Subida a Urkiola 7:a totalt i Vuelta por un Chile Lider 7:a i Gran Premio Llodio 9:a i Circuito de Getxo 'Memorial Ricardo Otxoa' 2008 6:a totalt i Vuelta Ciclista a la Rioja 8:a i linjelopp vid Spanska mästerskapen 9:a totalt i Euskal Bizikleta Vinnare av etapp 1 9:a totalt i Vuelta a Burgos 2009 2:a totalt i Polen runt 2:a i Gran Piemonte 2:a i Japan Cup Cycle Road Race 5:a totalt i Vuelta A Chihuahua Internacional Vinnare av etapp 5 6:a i Prueba Villafranca - Ordiziako Klasika 7:a i Subida al Naranco 10:a i GP Miguel Indurain 2010 8:a i Clasica de Almeria 10:a i Brabantse Pijl 2011 Vinnare av Gran Piemonte 2:a totalt i Vuelta a Burgos Vinnare av etapp 4 2:a i Prueba Villafranca-Ordiziako Klasika 3:a i Gran Premio Città di Peccioli - Coppa Sabatini 8:a i La Flèche Wallonne 9:a totalt i Vuelta a España Vinnare av etapp 4 9:a i Trofeo Deià | 2012 Vinnare totalt av Vuelta a Burgos Vinnare av Poängtävlingen Vinnare av etapperna 1 och 2 Vinnare av GP Miguel Indurain Vinnare av etapperna 2 och 7 i Critérium du Dauphiné Vinnare av etapp 4 i Vuelta a Andalucia 5:a totalt i Vuelta a España 2013 Vinnare av La Flèche Wallonne 3:a totalt i Critérium du Dauphiné 3:a i Milano–Torino 4:a i GP Industria & Commercio di Prato 6:a i Lombardiet runt 10:a totalt i Vuelta a España vinnare av etapperna 4 och 9 2014 2:a totalt i Vuelta a Burgos Vinnare av Poängtävlingen 3:a i Milano–Torino 5:a i GP Industria & Commercio di Prato 8:a totalt i Tirreno–Adriatico 9:a i Liège–Bastogne–Liège 9:a i Amstel Gold Race 9:a i La Flèche Wallonne 2015 Vinnare av prologen (ITT) i Österrike runt 2:a i Lombardiet runt 3:a totalt i Vuelta a Burgos Vinnare av Poängtävlingen 4:a i Clasica San Sebastian 5:a i La Flèche Wallonne 6:a i GP Miguel Indurain 9:a totalt i Vuelta a España 9:a i Milano–Torino 10:a i Liège–Bastogne–Liège 2016 3:a i linjelopp vid Europamästerskapen 3:a totalt i Vuelta a Asturias Vinnare av poängtävlingen Vinnare av etapp 3 4:a i Milano–Torino 8:a totalt i Vuelta a España 2017 4:a i linjelopp vid Spanska mästerskapen 7:a totalt i Vuelta a Burgos 2018 6:a i linjelopp vid Spanska mästerskapen |

### Placeringar i Grand Tours
| Grand Tour        | 2006    | 2007 | 2008               | 2009               | 2010    | 2011      | 2012      | 2013      | 2014      | 2015      | 2016              | 2017              | 2018       |
| ----------------- | ------- | ---- | ------------------ | ------------------ | ------- | --------- | --------- | --------- | --------- | --------- | ----------------- | ----------------- | ---------- |
| I samma stall som |         |      | Valverde Rodríguez | Valverde Rodríguez |         | Rodríguez | Rodríguez | Rodríguez | Rodríguez | Rodríguez | Valverde Quintana | Valverde Quintana | Urán       |
| Giro d'Italia     | —       | —    | —                  | —                  | 26 (21) | 29 (4)    | 20 (2)    | —         | 41 (36)   | —         | —                 | —                 | —          |
| Tour de France    | —       | —    | —                  | —                  | 19 (3)  | —         | —         | 17 (3)    | —         | —         | 31 (3, 6)         | —                 | —          |
| Vuelta a España   | 36 (25) | 12   | 12 (5, 6)          | 11 (1, 7)          | —       | 8         | 5 (3)     | 10 (4)    | 11 (4)    | 9 (2)     | 8 (1)             | 18                | 38 (7, 34) |

— = deltog ej
Fetstil markerar att Moreno var stallets bäst placerade deltagare, annars anges placeringarna för bättre placerade stallkamrater inom parentes (2011 kom Rodríguez på 18:e plats i Vueltan, 2016 kom Valverde 12:a i Vueltan och 2017 deltog vare sig Quintana eller Valverde i Vueltan).